# IC 5131
IC 5131 est une galaxie lenticulaire barrée située dans la constellation du Poisson austral. Sa vitesse par rapport au fond diffus cosmologique est de 2 373 ± 31 km/s, ce qui correspond à une distance de Hubble de 35,0 ± 2,5 Mpc (∼114 millions d'al). Cette galaxie a été découverte par l'astronome américain Lewis Swift en 1897.
À ce jour, une mesure non basée sur le décalage vers le rouge (redshift) donne une distance d'environ 33,300 Mpc (∼109 millions d'al). Cette valeur est à l'intérieur des valeurs de la distance de Hubble.
En se référant à un livre publié en 1976, la base de données NASA/IPAC indique que IC 5131 forme une paire de galaxies avec NGC 7130. Cependant, comme plusieurs paires mentionnées dans cet ouvrage, ces deux galaxies ne forment pas une paire réelle, car la distance de Hubble de NGC 7130 est de 67,64 ± 4,75 Mpc (∼221 millions d'al). Les deux galaxies sont donc à plus de 100 millions d'années-lumière l'une de l'autre et ne constitue qu'une paire optique. Cependant, les données recueillies par le relevé DSS montrent que deux galaxies naines sont situées à 50" (environ 15,5 kpc (∼50 600 al)) au nord-ouest et à 30"(environ 9 kpc (∼29 400 al)) au sud-ouest de NGC 7130.

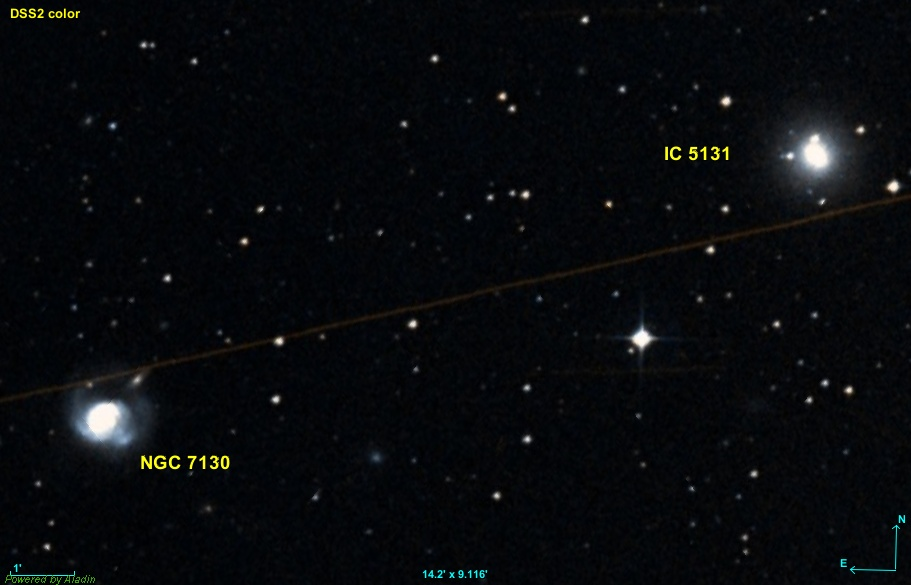
Même si elle semble rapprochée sur la sphère céleste, IC 5131 et NGC 7130 sont à plus de 100 années-lumière l'une de l'autre.